# サワーグラス
サワーグラス（英: Sour Glass）はグラスの一種。サワー・グラスと表記することもある。
脚付きの中型グラスであり、サワーカクテルに用いられる。平底のものもある。
容量は120ミリリットル前後である。